# Kultura Missisipi

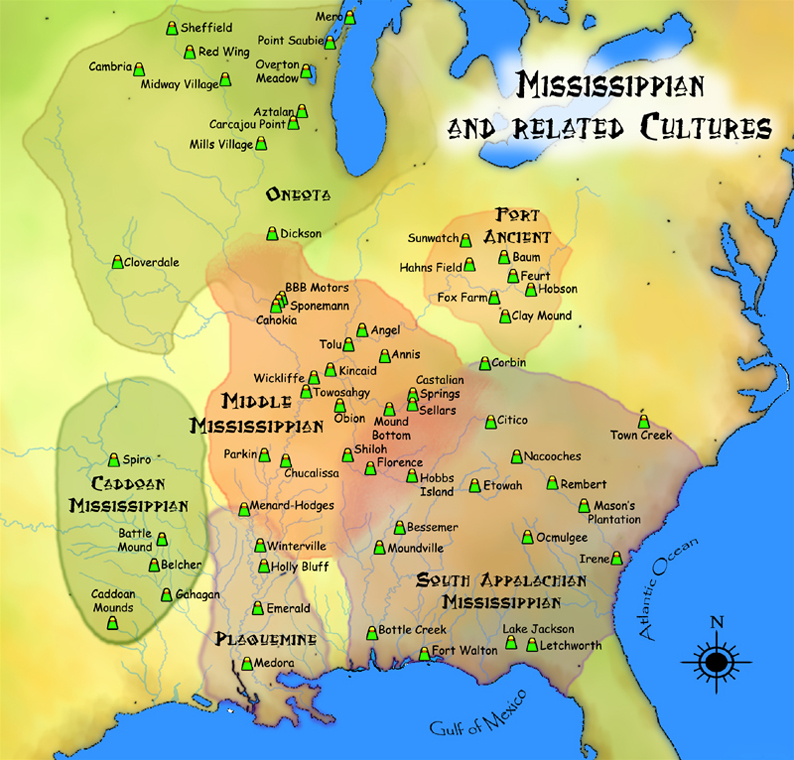
Kultury Missisispi i pokrewne

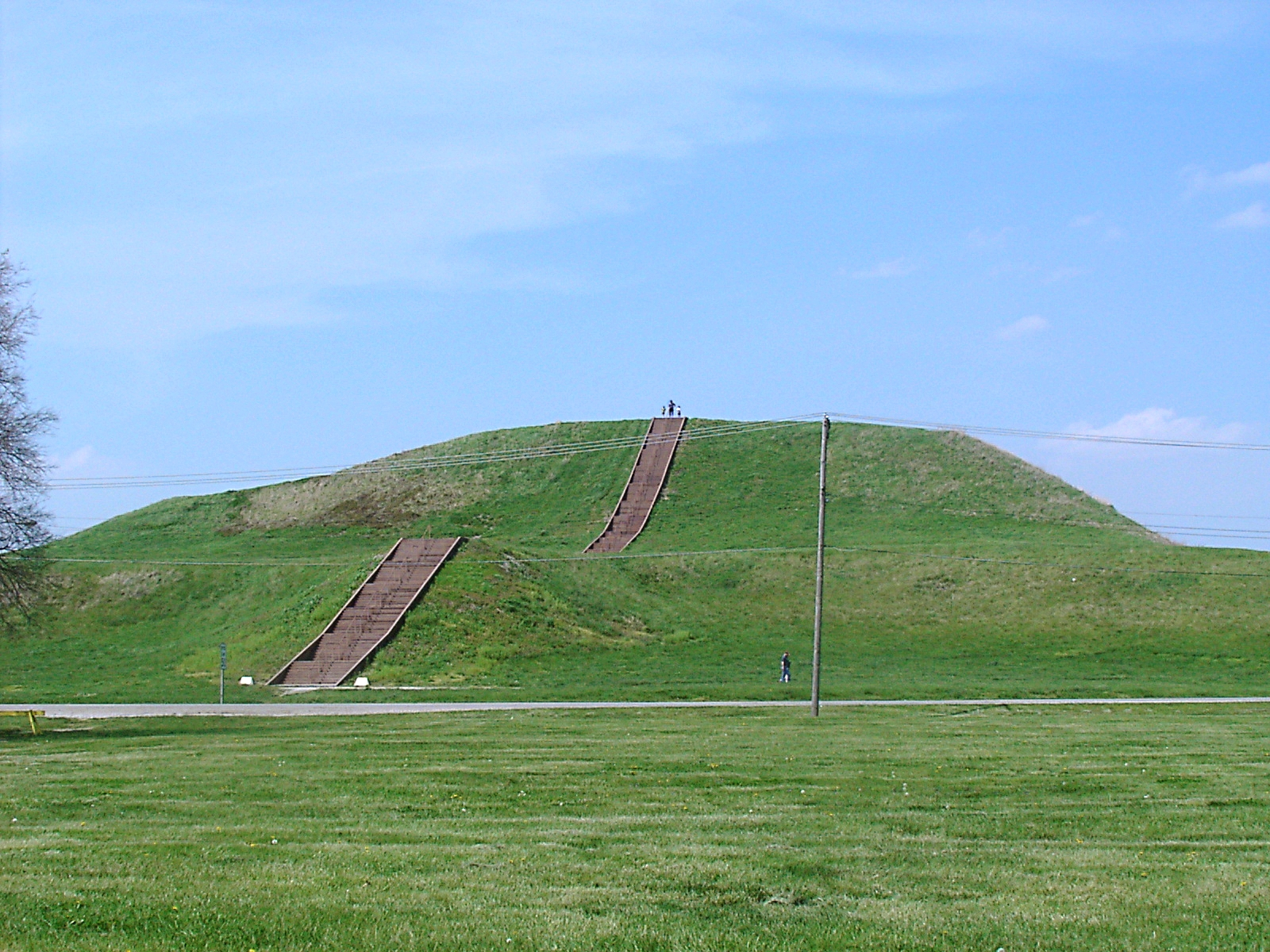
Największy kopiec ziemny kultury Missisipi. Kopiec Mnichów w Cahokia.

Kultura Missisipi, kultury Missisipi - kultura archeologiczna wydzielona dla okresu od przełomu VIII/IX w. do początku XVII w. w południowej i południowo-wschodniej części obecnych Stanów Zjednoczonych.
Wywodzącą się z kultury Hopewell kulturę Missisipi tworzyły różne ludy indiańskie zasiedlające środkowe i południowe dorzecze rzeki Missisipi oraz obszar na północ od Florydy. Była to kultura rolniczych ludów osiadłych, utrzymujących się przede wszystkich z uprawy fasoli, kukurydzy i dyń. Jej cechą charakterystyczną było wznoszenie w osadach kopców ziemnych, niekiedy wielkich rozmiarów, pełniących funkcje religijne, a czasem także grobowe. Do innych konstrukcji typowych należą okrągłe place obramowane palami drewnianymi (Woodhenge), na których zapewne odprawiano obrządki religijne i wykorzystywano je jako kalendarze słoneczne. Wyróżniająca była także ceramika, do wyrobu której stosowano dodatek w postaci kruszonych muszli. Oddawano część Słońcu, przodkom, siłom przyrody, praktykowano ofiary z ludzi. Ludność kultury Missisipi zamieszkiwała przede wszystkim małe osady, jednak znane są też duże miasta, z których największym była Cahokia, mająca w XIII w. 30 tys. mieszkańców i zajmująca 13 km. kw. Struktura społeczna była hierarchiczna, daną społecznością rządził wódz. Ludy omawianej kultury nie znały technik wytopu metali, z metali wykorzystywali więc miedź rodzimą, która jest kowalna. Narzędzia wytwarzano obrabiając skały, drewno i kości, a ozdoby głównie z muszli, często nadając im kształt plakietek zdobionych rytowanymi figurami. Z kolei domy budowano z wykorzystaniem pojedynczych pionowo osadzanych bali drewnianych, pełniących funkcje nośne, a ściany między nimi stanowiły gałęzie z mułem, zaś na dachu układano strzechę. 
Do upadku kultur Missisipi doszło po 1600 r. w rezultacie presji ze strony napływowej ludności europejskiej, w tym przyniesionych przez nią chorób zakaźnych. Przez jakiś czas pozostałości omawianej kultury utrzymywały się w plemieniu Naczezi, aż do jego rozbicia w XVIII w. przez Francuzów. 
Nazwę kultury i jej cechy diagnostyczne wprowadził do nauki archeolog z USA James A. Ford w latach 30. XX w..